# Murtçukuru
Murtçukuru ist eine Ortschaft (Köy) im Landkreis Karaisalı der türkischen Provinz Adana mit 137 Einwohnern (Stand: Ende 2024). Im Jahr 2011 hatte der Ort Murtçukuru 135 Einwohner.